# John Olorunfemi Onaiyekan
John Olorunfemi Onaiyekan (29 de janeiro de 1944) é um cardeal nigeriano, arcebispo emérito de Abuja.

## Biografia
Fez seus estudos elementares na Escola Católica de Santa Maria em Kabba, a partir de 1949 até 1956, quando frequentou a Escola Secundária Monte de São Miguel, em Aliade, estado de Benue, de 1957 até 1962, e mais tarde, no Seminário Maior de Santos Pedro e Paulo, em Bodija, Ibadan, onde estudou filosofia, a partir de 1963 até 1965. Ele completou seus estudos religiosos em Roma; Ahmadu Bello, premier da Região Norte da Nigéria, tinha-lhe oferecido uma bolsa de estudos para estudar no exterior, ele participou da Pontifícia Universidade Urbaniana, onde obteve uma licenciatura em Teologia, durante sua estada em Roma, ele residia no Pontifício Colégio de Propaganda Fide. Ele também participou do Pontifício Instituto Bíblico, de Roma, de 1971, onde obteve uma licenciatura em Sagrada Escritura, e novamente na Pontifícia Universidade Urbaniana, obtendo um doutorado em Teologia em 1976.

## Vida religiosa
Foi ordenado em 3 de agosto de 1969, na Nigéria. Professor de Sagrada Escritura e francês no Colégio São Kizito, Isanlu em 1969. Reitor do Seminário Menor São Clemente de Lokoja, em 1971. Novos estudos em Roma a partir de 1971. Em seu retorno de Roma, foi nomeado novamente reitor do Seminário Menor de Lokoja. Professor de Sagrada Escritura no Seminário Maior de Santos Pedro e Paulo.
Eleito bispo-titular de Tunusuda e nomeado bispo-auxiliar de Ilorin em 10 de setembro de 1982 foi consagrado em 6 de janeiro de 1983, na Basílica de São Pedro, pelo Papa João Paulo II, assistido por Eduardo Martínez Somalo, arcebispo-titular de Tagora, substituto da Secretaria de Estado, e por Duraisamy Simon Lourdusamy, arcebispo emérito de Bangalore, secretário da Congregação para a Evangelização dos Povos. Assume a sé de Ilorin de 20 de outubro de 1984 até 7 de julho de 1990, quando foi nomeado bispo-coadjutor de Abuja. Sucedeu na sé de Abuja em 28 de setembro de 1992. Promovido a arcebispo metropolitano de Abuja quando a diocese foi elevada à categoria, em 26 de março de 1995. Recebeu o pálio do Papa João Paulo II em 29 de junho de 1995, na Basílica de São Pedro. Desde 2000, é presidente da Conferência Episcopal da Nigéria. Eleito Presidente da Associação das Conferências Episcopais da África Ocidental Anglófona, em 2001 e Presidente do Simpósio das Conferências Episcopais da África e Madagascar (SECAM), entre 2003 e 2007. Eleito presidente da Associação Cristã da Nigéria (CAN) em 19 de junho de 2007.
Foi criado cardeal pelo Papa Bento XVI no Segundo Consistório Ordinário Público de 2012, realizado em 24 de novembro, recebendo seu anel cardinalício, o barrete vermelho e o titulus de cardeal-presbítero de São Saturnino. 
Em 9 de novembro de 2019, o Papa Francisco aceitou sua resignação ao governo pastoral da arquidiocese de Abuja. Foi sucedido por Ignatius Ayau Kaigama, até então arcebispo-coadjutor de Abuja.

## Conclaves
- Conclave de 2013 - participou da eleição do Papa Francisco.